# Výška tónu

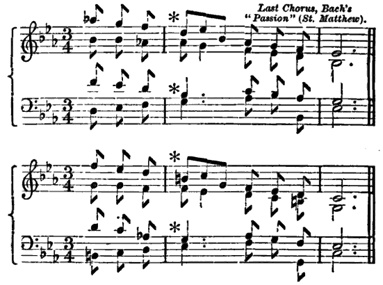
Vertikální pozice tónů v hudebním zápisu indikuje výšku tónu.

Výška je subjektivní vlastnost zvuků, která umožňuje jejich uspořádání do řady podle frekvencí.
Jinou definicí je, že výška zvuku je vlastnost, podle které posuzujeme zvuky jako „vyšší“ a „nižší“ ve stejném smyslu jako u hudební melodie.
Výšku lze určit pouze u zvuků, které mají frekvenci tak jasnou a stabilní, že je lze rozlišit od šumu.
Výška tónu je spolu s délkou, silou a barvou hlavními sluchovými atributy tónů.
Výšku lze kvantifikovat pomocí frekvence; výška však není čistě objektivní fyzikální vlastnost; je to subjektivní psychoakustický atribut zvuku. Studium výšky tónů a jejího vnímání bylo historicky hlavním problémem psychoakustiky a bylo nápomocné při formování a testování teorií reprezentace zvuku, jeho zpracování a vnímání sluchovým ústrojím.

## Vnímání výšky tónu

### Výška tónu a frekvence
Výška tónu je sluchový vjem, u něhož posluchač přiřazuje tónům relativní pozici na hudební stupnici především podle svého vnímání frekvence vibrací. Výška tónu má těsnou souvislost s frekvencí, ale není s ní ekvivalentní. Zatímco frekvence je objektivní, vědecký, atribut, které lze měřit, výška je subjektivní vnímání zvukového vlnění konkrétní osobou, které přímo měřit není možné. To však neznamená, že se většina lidí neshodne, jaký tón je vyšší nebo nižší.
Zvukové vlny samy nemají výšku, ale jejich kmity mohou být často charakterizovány frekvencí. Výška je obvykle spojena s frekvencí v cyklech za sekundu nebo hertzech, pomocí které ji lze kvantifikovat. Porovnáváním zvuku s jednoduchými tóny s periodickým a sinusovým průběhem, lze často přiřadit výšku i složitým nebo neperiodickým zvukovým vlnám.
Podle Amerického národního standardizačního institutu je výška tónu sluchový atribut zvuku, podle kterého lze zvuky uspořádat do stupnice od nízkých po vysoké. Protože výška tónu je natolik dobrým přiblížením frekvenci, je téměř úplně určena tím, jak rychlé vibrace vzduchu vytvářejí zvukové vlny, a je minimálně ovlivněna intenzitou nebo amplitudou vln. Tj. „vysoký“ tón znamená velmi rychlé oscilace a „nízký“ tón odpovídá pomalejším oscilacím. Přestože idiom, který výšku zvuku vztahuje k vertikálnímu směru sdílí většina jazyků, je, přinejmenším v angličtině, pouze jednou z mnoha hlubokých konceptuálních metafor, které používají rozlišení nahoru a dolů. Přesná etymologická historie hudebního smyslu pojmu vysoký a nízký tón je stále nejasná, existují projevy toho, že lidé skutečně pociťují, že zdroj zvuk je poněkud výše nebo níže ve vertikálním směru, pokud se frekvence zvuku zvýší nebo sníží..
Výška složitých zvuků, například řeči a tónů hudebních nástrojů obvykle velmi blízce odpovídá rychlosti opakování periodických nebo téměř periodických zvuků, neboli převrácené hodnotě časového intervalu mezi opakováními podobných událostí ve tvaru vlny zvuku.
Výška složitých tónů nemusí být jednoznačná, což znamená, že různí posluchači mohou takovému zvuku přisoudit dvě nebo více různých výšek. A pokud lze fyzikálním měřením přesně určit skutečnou základní frekvenci, může se lišit od vnímané výšky kvůli vyšším složkám. Zvuk složený ze dvou sinusových (harmonických) vln o frekvencích 1000 a 1200 Hz může být někdy vnímán jako tři různě vysoké tóny: dva se spektrální výškou 1000 a 1200 Hz odvozené z fyzické frekvence čistých tónů a kombinační (Tartiniho) tón o frekvenci 200 Hz odpovídající rychlosti opakování průběhu vlny. V situaci, jako je tato, je vjem frekvence 200 Hz obvykle označován za efekt chybějícího základního tónu, jehož frekvence je často největším společným dělitelem přítomných frekvencí.
Výška tónu závisí v malé míře i na úrovni akustického tlaku (síle, resp. hlasitosti tónu), zvláště při frekvencích nižších než 1000 Hz nebo vyšších než 2000 Hz. S rostoucím akustickým tlakem se výška nižších tónů snižuje a vyšších zvyšuje; například velmi hlasitý tón o frekvenci 200 Hz je vnímán jako tón přibližně o půltón nižší než sotva slyšitelný tón téže frekvence.

### Teorie vnímání výšky tónu
Teorie vnímání výšky tónu se snaží vysvětlit, jak se fyzický zvuk a určitá fyziologie sluchového ústrojí podílejí na vnímání výšky tónu. Existují dvě teorie vnímání výšky tónu: místní teorie vnímání výšky tónu a časová teorie vnímání výšky tónu. Podle místní teorie závisí vnímání výšky tónu na místě maximální excitace basilární membrány.
Při rozlišování výšek tónů vysokých frekvencí se musí uplatňovat rozlišování podle místa vzruchu neboli tonotopie sluchového ústrojí, protože rychlost, s jakou jsou neurony schopné fázově přizpůsobit svůj akční potenciál je u těchto frekvencí překročena. Teorie založená na čistě místním vnímání výšky však nemůže vysvětlit přesnost vnímání výšky tónů o nízkých a středních frekvencích.
Časová teorie poskytuje alternativu, které se odvolává na časovou strukturu akčních potenciálů, většinou fázové a modální nastavení akčních potenciálů na frekvenci podnětu. Přesný způsob, jak tato časová struktura může kódovat výšku tónu vyšších úrovní, dosud není znám, ale zdá se, že zpracování je založeno na autokorelaci akčních potenciálů ve sluchovém nervu. Dosud nebyl nalezen nervový mechanismus, kterým by bylo možné dosáhnout zpoždění, o kterém se dlouhou dobu předpokládalo, že je nezbytné pro skutečnou autokorelaci.
Nejméně jeden model ukazuje, že pro tvorbu autokorelačního modelu vnímání výšky tónu není časové zpoždění nezbytné, že by mohl stačit fázový posun mezi kochleárními filtry; dřívější práce však ukazují, že určité zvuky s výrazným vrcholem v autokorelační funkci nevyvolávají odpovídajícím vjem výšky, a naopak, že určité zvuky bez vrcholu v autokorelační funkci vyvolávají pocit výšky. Aby byl model úplnější, musí se autokorelace aplikovat i na signály, které představují výstup z hlemýždě, například prostřednictvím histogramů mezišpičkových intervalů ve sluchovém nervu. Pro úplnější model se proto musí autokorelace aplikovat na signály, které reprezentují výstup z kochlei, jako u histogramů mezišpičkových intervalů ve sluchovém nervu. Některé teorie vnímání výšky zvuku tvrdí, že výška má ze své podstaty oktávovou nejednoznačnost, a proto je lepší výšku tónu rozložit na chroma – periodickou hodnotu v rámci oktávy (odpovídající jménu tónu v západní hudbě) — a výšku udávající, do které oktávy tón patří, a která může být nejednoznačná.

### Nejmenší postřehnutelný rozdíl
Nejmenší postřehnutelný rozdíl (anglicky Just-noticeable difference, jnd) je senzorická mez, od které lze postřehnout rozdíl výšky dvou po sobě zahraných tónů, závisí na frekvencích, ze kterých se tón skládá. Do frekvence 500 Hz, je jnd asi 3 Hz pro sinusové (harmonické) vlny a 1 Hz pro složité tóny; od 1000 Hz je jnd pro sinusové (harmonické) vlny asi 0,6% (tj. asi 10 centů).
jnd je typicky testováno zahráním dvou tónů v rychlém sledu a dotazem na posluchače, zda byl rozdíl v jejich výšce. Pokud se tóny zahrají současně, je jnd menší, protože posluchač je pak schopen vnímat zázněje (rázy). Celkový počet rozlišitelných kroků výšek tónů v rozsahu lidského sluchu je asi 1,400; celkový počet tónů v rovnoměrně temperovaných stupnicích v kmitočtovém rozsahu 16 až 16000 Hz, je 120.

### Sluchové klamy
Relativní vnímání výšky tónu lze zmást, což vede k sluchovým klamům. Existuje jich několik, jako například tritónový paradox, ale především Shepardova stupnice, kde spojitá nebo diskrétní posloupnost speciálně vybraných tónů vytváří zvuk, který se jeví, že jeho výška stoupá nebo klesá do nekonečna.

## Zápis výšek tónů
Výšky tónů se označují:

Frekvence tónů zapsaných ve vědecké notaci (1 = kontra, 2 = velká, 3 = malá, 4 = jednočárkovaná neboli první).

- V hudebním zápise používaném ve střední Evropě (Česko, Slovensko, Německo, Rakousko) vycházejícím z Helmholtzovy notace výšky tónu[22][23] malým nebo velkým písmenem případně následovaným posuvkou a žádným, jedním nebo více apostrofy
- Velkým písmenem a číslem (zpravidla dolním indexem) ve vědecké notaci výšek tónů, která zachycuje tóny od C0 s frekvencí přibližně 16 Hz
- Číslem, které udává frekvenci základního tónu v hertzech (Hz) tj. cyklech za sekundu
- Písmenem (jméno tónu) a číslem, které udává frekvenci základního tónu v hertzech
- Solmizační slabikou – používané především v románských jazycích a v ruštině

Následující tabulka ukazuje frekvence tónů v Hz v různých oktávách:
|               | oktáva  | oktáva | oktáva | oktáva           | oktáva          | oktáva         | oktáva          | oktáva  |
| sub- kontra   | kontra  | velká  | malá   | jedno- čárkovaná | dvou- čárkovaná | tří- čárkovaná | čtyř- čárkovaná |         |
| hudební zápis | C''     | C'     | C      | c                | c'              | c''            | c'''            | c''''   |
| vědecký zápis | C0      | C1     | C2     | C3               | C4              | C5             | C6              | C7      |
| ------------- | ------- | ------ | ------ | ---------------- | --------------- | -------------- | --------------- | ------- |
| C/His         | 16,3516 | 32,703 | 65,406 | 130,81           | 261,63          | 523,25         | 1046,50         | 2093,00 |
| Cis/Des       | 17,3239 | 34,648 | 69,296 | 138,59           | 277,18          | 554,37         | 1108,73         | 2217,46 |
| D             | 18,3540 | 36,708 | 73,416 | 146,83           | 293,66          | 587,33         | 1174,66         | 2349,32 |
| Dis/Es        | 19,4454 | 38,891 | 77,782 | 155,56           | 311,13          | 622,25         | 1244,51         | 2489,02 |
| E/Fes         | 20,6017 | 41,203 | 82,407 | 164,81           | 329,63          | 659,26         | 1318,51         | 2637,02 |
| F/Eis         | 21,8268 | 43,654 | 87,307 | 174,61           | 349,23          | 698,46         | 1396,91         | 2793,83 |
| Fis/Ges       | 23,1247 | 46,249 | 92,499 | 185,00           | 369,99          | 739,99         | 1479,98         | 2959,96 |
| G             | 24,4997 | 48,999 | 97,999 | 196,00           | 392,00          | 783,99         | 1567,99         | 3135,96 |
| Gis/As        | 25,9565 | 51,913 | 103,83 | 207,65           | 415,30          | 830,61         | 1661,22         | 3322,44 |
| A             | 27,5000 | 55,000 | 110,00 | 220,00           | 440,00          | 880,00         | 1760,00         | 3520,00 |
| B/Ais         | 29,1352 | 58,270 | 116,54 | 233,08           | 466,16          | 932,33         | 1864,66         | 3729,22 |
| H/Ces         | 30,8677 | 61,745 | 123,47 | 246,94           | 493,88          | 987,77         | 1975,53         | 3950,66 |

Komorní a s frekvencí 440 Hz (jednočárkované a neboli a první) se zapisuje a', ve vědecké notaci A4 nebo s uvedením frekvence A440.
Ve standardním západním rovnoměrně temperovaném laděním je oktáva rozdělena na 12 stejně velkých půltónů a každý tón lze zapsat několik způsoby (např. Cis = Des, Gisis = A); jedná se o tak zvané enharmonické tóny; v jiných systémech ladění mohou mít tyto tóny různou výšku.
Protože lidské vnímání hudebních intervalů je přibližně logaritmické vzhledem k základní frekvenci tónu, tj. vnímaný interval mezi výškami tónů „A220“ a „A440“ je stejný jako vnímaný interval mezi výškami tónů „A440“ a „A880“, je možné výšky tónů reprezentovat pomocí čísel vycházejících z logaritmu základní frekvence. Například standard MIDI mapuje základní frekvenci f na reálné číslo p podle předpisu
{\displaystyle p=69+12\times \log _{2}{\left({\frac {f}{440{\mbox{ Hz}}}}\right)}}
Tím vzniká lineární prostor výšek, ve kterém mají oktávy velikost 12, půltóny (vzdálenost mezi sousedními klávesami na klávesnici klavíru) velikost 1. Půltóny v rovnoměrně temperovaném ladění jsou vyjádřeny celými čísly, a tónu A (440 Hz) je přiřazeno číslo 69. Vzdálenosti v tomto prostoru odpovídá hudebním intervalům, jak jsou chápány hudebníky. Rovnoměrně temperovaný půltón je dále rozdělen na 100 centů. Při použití reálných čísel je systém dostatečně flexibilní, aby zahrnul i „mikrotóny“, které se na standardní klávesnici klavíru nevyskytují. Například výšku tónu v polovině mezi C (60) a Cis (61) lze označit 60.5.

## Stupnice
Relativní výšky jednotlivých tónů ve stupnici mohou být určeny jedním z několika systémů ladění. V západní hudbě se obvykle používá dvanáctitónová chromatická stupnice a nejpoužívanější metoda ladění je v současnosti rovnoměrně temperované ladění. U tohoto ladění je poměr frekvencí mezi libovolnými dvěma sousedními tóny dvanáctá odmocnina ze dvou (přibližně 1,05946). Ve starších systémech temperovaného ladění (jaké se používaly například v době Johanna Sebastiana Bacha), byly používány různé metody ladění. Většina těchto systémů vychází z určitých základních intervalů, obvykle oktáv, u nichž je frekvence vyššího tónu dvojnásobkem frekvence nižšího. Pokud například jednočárkované a má frekvenci 440 Hz, dvoučárkované a o oktávu výše má frekvenci  880 Hz.